# 網紋鯪脂鯉
網紋鯪脂鯉（学名：Prochilodus reticulatus）為輻鰭魚綱脂鯉目脂鯉亞目鯪脂鯉科的其中一個種，分布於南美洲馬拉開波湖流域，體長可達28公分，棲息在底中層水域，生活習性不明，可做為食用魚及養殖魚。